# Pauline Broekema
Taetske Pauline Broekema (Groningen, 29 juni 1954) is een Nederlandse journaliste en schrijfster.
Broekema, dochter van Swier Broekema,  groeide op in de stad Groningen. Direct na de middelbare school, het Wessel Gansfortcollege in Groningen, koos ze voor de journalistiek. Ze begon bij de Meppeler Courant. Ze werkte daarna bij het Noordhollands Dagblad in Hoorn en vervolgens bij Hier en Nu-radio, de actualiteitenrubriek van de NCRV.
Sinds 1984 was ze redacteur-verslaggever bij NOS Nieuws. Ze noemt zichzelf een 'journalistieke alleseter met een bijzondere belangstelling voor geschiedenis, maatschappelijke ontwikkelingen, kunst, cultuur en volksgezondheid'.
In december 2018 nam Broekema na er 34 jaar als verslaggever te hebben gewerkt, afscheid van de NOS om zich te kunnen toeleggen op het schrijven, het geven van lezingen en workshops en andere projecten. Broekema is getrouwd en moeder van drie kinderen. Ze woont in het Gooi.
Bij de NOS combineerde ze de verslaggeving met het schrijven. Ze schreef in de Journaal-periode onder meer Benjamin, Het Boschhuis en Het uiterste der zee over twee Joodse families in Noord-Groningen tijdens de Tweede Wereldoorlog. Dit boek werd de basis voor de voorstelling “De dochter van Meijer” met The Amsterdam Consort en Pauline als verteller. Het Boschhuis dat in 2014 bij De Arbeiderspers verscheen, werd lovend besproken en er zijn inmiddels meer dan 10.000 exemplaren van verkocht. Het portret van haar moeder op de omslag werd gemaakt door Annie Borst Pauwels. Haar een na laatste boek Het uiterste der zee over twee Joodse families in Noord-Groningen tijdens WO II is verschenen in 2018 en kreeg lovende kritieken. 
In april 2020 verscheen “Tekenares van Montparnasse” over de kunstenares Edith Auerbach (Keulen 1899-Parijs 1994). In Museum Belvédère was het werk van Auerbach te zien, van 18 april-28 juni 2020 op de tentoonstelling Contre l’Oubli.In 2012 maakte Broekema, naar aanleiding van een reportage in het NOS Journaal samen met prof. Paul Sars een tentoonstelling voor het Vrijheidsmuseum 1944-1945 in Groesbeek over de verzetsvrouw Diet Kloos en de dichter Paul Celan.
In 2013 hield ze de voordracht bij de bijeenkomst in de Nieuwe Kerk in Amsterdam, voorafgaand aan de Nationale Dodenherdenking op de Dam.
In 2012 en 2013 deed ze met Helma Coolman onderzoek naar het onbekende Kamp Warschau. Ook hier vormde een reportage in het NOS Journaal de basis. Broekema en Coolman leverden materiaal voor een tentoonstelling in het Herinneringscentrum Kamp Westerbork en schreven samen een boek over het kamp.